# Rensga Hits!
Rensga Hits! é uma série de televisão brasileira produzida pelo Globoplay em parceria com a Glaz Entretenimento. A série é inspirada na indústria da música sertaneja no Brasile no universo do feminejo. A primeira temporada foi lançada em 3 de agosto de 2022 na plataforma de streaming.
Criada por Carolina Alckmin e Denis Nielsen, com roteiros assinados por Renata Corrêa, Nathalia Cruz, Bia Crespo, Victor Rodrigues, Lucas Calmon, Otavio Chamorro, Marina Silva, Bruna Paixão, Claudia Sardinha e Guilherme Freitas. A direção geral e artística é de Carol Durão e Natália Warth que assumiu a partir da segunda temporada, subsistindo Leandro Neri.
Conta com as atuações de Alice Wegmann, Lorena Comparato, Jeniffer Dias, Júlia Gomes, Leonardo Bittencourt e Maurício Destri nos papéis principais.

## Enredo
1ª temporada (2022)
Após ser traída por Rodrigo (Ivan Mendes), Raíssa (Alice Wegmann) parte para Goiânia em busca do sonho de se tornar cantora sertaneja para desespero da mãe, Maria Abadia (Lúcia Veríssimo), que não acredita que a filha sobreviverá longe dela na cidade grande. Lá ela tem sua música “Desatola Bandida” roubada pelo produtor Isaías (Mohamed Harfouch) e gravada pela ambiciosa e arrogante Gláucia Figueira (Lorena Comparato), a nova queridinha do sertanejo, lutando contra todos para provar que a música é de sua autoria. Raíssa se torna alvo da disputa entre as empresárias Marlene (Deborah Secco), dona da Rensga Hits!, e Helena Maravilha (Fabiana Karla), da Joia Maravilha Records, produtoras rivais que querem agenciar seu talento, além de viver um novo amor com o "príncipe da sofrência" Enzzo Gabriel (Maurício Destri).
2ª temporada (2024)
No final da temporada anterior, Zé Roberto  (Ernani Moraes), pai de Raíssa (Alice Wegmann) e Gláucia (Lorena Comparato) sofre um grave acidente e perde a memória. Para cuidar do pai e agir como uma família, as irmãs decidem morar juntas, criando uma teia de intrigas e sofrência. A Rensga Hits! e a Joia Maravilha Records continuam em pé de guerra, mas Helena Maravilha (Fabiana Karla) não consegue lançar Gláucia, nem Marlene (Deborah Secco) consegue lançar Raíssa em carreira solo. Os fãs e os contratantes clamam por uma dupla das irmãs. Agora as poderosas empresárias precisam deixar as diferenças de lado para colocar as duas na trilha da fama, mas para isso vão ter que encarar o passado e a verdade sobre o término das Goianiras, ex dupla sertaneja formada por Marlene (Maria Maud) e Helena (Laura Simões). 
3ª temporada (2025)
Após um rompimento doloroso, as irmãs Raissa (Alice Wegmann) e Gláucia (Lorena Comparato) seguirão caminhos opostos em meio ao turbulento universo da música sertaneja. Raissa experimenta o sabor da fama e consolida sua carreira com sucessivos hits, mesmo tendo que lidar com a crescente popularidade de sua rival Luane (Júlia Gomes), cuja ascensão meteórica foi marcada por armações e alianças estratégicas — como sua aparição ao lado do astro Enzzo Gabriel (Mauricio Destri) em um grande festival. Enquanto isso, Gláucia enfrenta o pior momento de sua trajetória: abandonada pelos holofotes, desiludida com o amor e a carreira, ela decide se afastar do mundo artístico. No entanto, uma reviravolta inesperada muda tudo. O reencontro das irmãs acontece durante o enterro do pai, Guarariba (Ernani Moraes). É na leitura do testamento do empresário que o destino delas volta a se entrelaçar — especialmente quando Gláucia descobre que herdou a Joia Maravilha Records, dando início a uma nova fase repleta de conflitos, reconciliações e quem sabe recomeços.

## Elenco
| Ator/Atriz           | Personagem                             | Temporadas | Temporadas | Temporadas |
| Ator/Atriz           | Personagem                             | 1ª (2022)  | 2ª (2024)  | 3ª (2025)  |
| -------------------- | -------------------------------------- | ---------- | ---------- | ---------- |
| Alice Wegmann        | Raíssa Bárbara Medeiros                |            |            |            |
| Lorena Comparato     | Gláucia Figueira                       |            |            |            |
| Maurício Destri      | Enzzo Gabriel                          |            |            |            |
| Alejandro Claveaux   | Deivid Araújo (Deivid Cafajeste)       |            |            |            |
| Mouhamed Harfouch    | Isaías Silva                           |            |            |            |
| Jeniffer Dias        | Thamyres (Thamy)                       |            |            |            |
| Deborah Secco        | Marlene Sampaio                        |            |            | —          |
| Fabiana Karla        | Helena Maravilha / Francinéia de Souza |            |            | —          |
| Sidney Santiago      | Theodoro (Theo)                        |            |            | —          |
| Júlia Gomes          | Luane Martins                          | —          |            |            |
| Leonardo Bittencourt | Cauã Almeida                           | —          |            |            |
| Jean Pedro           | Nenê                                   | —          |            |            |
| Letícia Lima         | Irina Silva                            | —          | —          |            |
| Rafael Infante       | Henri Maldonado                        | —          | —          |            |
| Rafa Kalimann        | Paloma Lopez (Sertanejeira)            |            |            |            |
| Samuel de Assis      | Kevin Costa                            |            |            |            |
| Maíra Azevedo        | Carol Ribeiro                          |            |            |            |
| Lúcia Veríssimo      | Maria Abadia Medeiros (Bad)            |            |            |            |
| Stella Miranda       | Maria Alvina Medeiros                  |            |            |            |
| Guida Vianna         | Maria Amália Medeiros                  |            |            |            |
| Ernani Moraes        | Zé Roberto Figueira (Guarariba)        |            |            | —          |
| Ivan Mendes          | Rodrigo Rodrigues                      |            | —          | —          |
| Laura Simões         | Francinéia de Souza / Helena (jovem)   | —          |            | —          |
| Maria Maud           | Marlene Sampaio (jovem)                | —          |            | —          |
| Fanieh               | Maria Flor                             | —          | —          |            |
| Jean Paulo Campos    | Pedro (Pedrinho)                       | —          | —          |            |

### Participações especiais
| Lista de participações especiais | Lista de participações especiais       |
| 1º Temporada (2022)              | 1º Temporada (2022)                    |
| Intérprete                       | Personagem                             |
| -------------------------------- | -------------------------------------- |
| Naiara Azevedo                   | Ela mesma                              |
| Gabeu                            | Ele mesmo                              |
| Gali Galó                        | Ele mesmo                              |
| 2º Temporada (2024)              |                                        |
| Intérprete                       | Personagem                             |
| Bibi                             | Ela mesma                              |
| Day Camargo                      | Ela mesma                              |
| Lara Menezes                     | Ela mesma                              |
| Bruna Viola                      | Ela mesma                              |
| Lauana Prado                     | Ela mesma                              |
| Paula Mattos                     | Ela mesma                              |
| Dig Verati                       | Max                                    |
| Danilo Castro                    | Luís (Dono da Festa)                   |
| Samuel Simões                    | Bruno                                  |
| Letícia Lima                     | Irina Silva                            |
| 3º Temporada (2025)              |                                        |
| Intérprete                       | Personagem                             |
| Deborah Secco                    | Marlene Sampaio                        |
| Fabiana Karla                    | Helena Maravilha / Francinéia de Souza |
| Sidney Santiago                  | Theodoro (Theo)                        |
| Hugo Possolo                     | Padre Estéfano                         |

## Episódios
| Temporada | Temporada | Episódios | Exibição               | Exibição              |
| Temporada | Temporada | Episódios | Estreia de temporada   | Final de temporada    |
| --------- | --------- | --------- | ---------------------- | --------------------- |
|           | 1         | 8         | 3 de agosto de 2022    | 18 de agosto de 2022  |
|           | 2         | 8         | 26 de setembro de 2024 | 10 de outubro de 2024 |
|           | 3         | 8         | 10 de julho de 2025    | 10 de julho de 2025   |

### 1.ª temporada (2022)
| N.º geral | N.º na temp. | Título                                      | Dirigido por              | Escrito por                                                                 | Exibição original    |
| --- | ------------ | ------------------------------------------- | ------------------------- | --------------------------------------------------------------------------- | -------------------- |
| 1 | 1            | "No Dia Em Que Eu Saí De Casa"              | Leandro Neri, Carol Durão | Renata Corrêa, Bia Crespo, Nathalia Cruz, Victor Rodrigues, Otavio Chamorro | 3 de agosto de 2022  |
| Depois de descobrir uma traição, Raíssa decide abandonar o noivo no altar e se mudar para Goiânia em busca do seu sonho de virar uma cantora sertaneja.                           |              |                                             |                           |                                                                             |                      |
| 2 | 2            | "Cachaça Com Limão Para Espantar A Solidão" | Leandro Neri, Carol Durão | Renata Corrêa, Bia Crespo, Nathalia Cruz, Victor Rodrigues, Otavio Chamorro | 3 de agosto de 2022  |
| Ao ameaçar a Rensga Hits! por ter roubado sua música, Raíssa é convidada para ser compositora fixa da casa e descobre algo sobre seu falecido pai.                                |              |                                             |                           |                                                                             |                      |
| 3 | 3            | "Se O Que Dói Em Mim Doesse Em Você"        | Leandro Neri, Carol Durão | Renata Corrêa, Bia Crespo, Nathalia Cruz, Victor Rodrigues, Otavio Chamorro | 3 de agosto de 2022  |
| Raíssa decide assinar com a Rensga Hits! e revela sua grande descoberta para Guarariba.                                                                                           |              |                                             |                           |                                                                             |                      |
| 4 | 4            | "Depois Da Cama, A Realidade"               | Leandro Neri, Carol Durão | Renata Corrêa, Bia Crespo, Nathalia Cruz, Victor Rodrigues, Otavio Chamorro | 3 de agosto de 2022  |
| Raíssa rompe com Gláucia quando decide roubar a cena e cantar do lado de fora do Esquenta. Thamy descobre informações chocantes sobre Theo, e os Gêmeosnejo acabam brigando.      |              |                                             |                           |                                                                             |                      |
| 5 | 5            | "Amiga, Cê Tava Bebaça!"                    | Leandro Neri, Carol Durão | Renata Corrêa, Bia Crespo, Nathalia Cruz, Victor Rodrigues, Otavio Chamorro | 11 de agosto de 2022 |
| No aniversário de Raíssa, Marlene organiza uma festa surpresa. Gláucia invade o quarto da irmã, e as duas se reconciliam. Raíssa toma uma importante decisão sobre sua carreira.  |              |                                             |                           |                                                                             |                      |
| 6 | 6            | "Chega De Mentiras"                         | Leandro Neri, Carol Durão | Renata Corrêa, Bia Crespo, Nathalia Cruz, Victor Rodrigues, Otavio Chamorro | 11 de agosto de 2022 |
| No dia da gravação do DVD de Gláucia, Raíssa está decidida a contar a verdade, mas a chegada inesperada de Dona Bad atrapalha seus planos.                                        |              |                                             |                           |                                                                             |                      |
| 7 | 7            | "Não Aprendi A Dizer Adeus"                 | Leandro Neri, Carol Durão | Renata Corrêa, Bia Crespo, Nathalia Cruz, Victor Rodrigues, Otavio Chamorro | 18 de agosto de 2022 |
| Na noite de premiação do Berrante Music Awards, Desatola Bandida! concorre como Hit do Ano e Raíssa percebe que seu sonho não morreu. Deivid faz uma grande revelação ao público. |              |                                             |                           |                                                                             |                      |
| 8 | 8            | "Eu Vou Com Tudo, Hoje Eu Não Fico De Fora" | Leandro Neri, Carol Durão | Renata Corrêa, Bia Crespo, Nathalia Cruz, Victor Rodrigues, Otavio Chamorro | 18 de agosto de 2022 |
| Raíssa e Gláucia descobrem que só há vaga no palco para uma delas cantar no Goianejo, disputada por Marlene e Helena.                                                             |              |                                             |                           |                                                                             |                      |

### 2.ª temporada (2024)
| N.º geral | N.º na temp. | Título                      | Dirigido por               | Escrito por                                                                                                  | Exibição original      |
| --- | ------------ | --------------------------- | -------------------------- | --- | ---------------------- |
| 9 | 1            | "Acordo de damas"           | Natália Warth, Carol Durão | Renata Corrêa, Bia Crespo, Lucas Calmon, Marina Silva, Guilherme Freitas, Victor Rodrigues e Otavio Chamorro | 26 de setembro de 2024 |
| Raíssa e Gláucia se recusam a dividir o mesmo palco de novo. Resta a Marlene e Helena tomar uma medida inimaginável para salvar as carreiras das irmãs.                            |              |                             |                            | |                        |
| 10 | 2            | "Mais que irmãos, brothers" | Natália Warth, Carol Durão | Renata Corrêa, Bia Crespo, Lucas Calmon, Marina Silva, Guilherme Freitas, Victor Rodrigues e Otavio Chamorro | 26 de setembro de 2024 |
| Enquanto Marlene e Helena selam acordo de paz para lançar Raíssa e Gláucia como a mais nova dupla do mercado, a disputa pelo novo Embaixador do São João mexe com todos na Rensga. |              |                             |                            | |                        |
| 11 | 3            | "Um solteirão e um bebê"    | Natália Warth, Carol Durão | Renata Corrêa, Bia Crespo, Lucas Calmon, Marina Silva, Guilherme Freitas, Victor Rodrigues e Otavio Chamorro | 26 de setembro de 2024 |
| Raíssa e Gláucia precisam gravar um novo hit, mas para isso precisam colocar suas diferenças de lado. Na paralela, Raíssa descobre algo inesperado sobre seu novo crush.           |              |                             |                            | |                        |
| 12 | 4            | "Casa cheia"                | Natália Warth, Carol Durão | Renata Corrêa, Bia Crespo, Lucas Calmon, Marina Silva, Guilherme Freitas, Victor Rodrigues e Otavio Chamorro | 26 de setembro de 2024 |
| Raíssa e Glaúcia gravam o clipe Detox de Macho. Dona Bad e suas irmãs vêm cuidar de Guarariba e desconfiam dele. Deivid e Kevin vivem uma crise na relação.                        |              |                             |                            | |                        |
| 13 | 5            | "Save the espetinho"        | Natália Warth, Carol Durão | Renata Corrêa, Bia Crespo, Lucas Calmon, Marina Silva, Guilherme Freitas, Victor Rodrigues e Otavio Chamorro | 4 de outubro de 2024   |
| Raíssa e amigos se unem para fazer um leilão e ajudar Carol a manter o Espetinho de portas abertas.                                                                                |              |                             |                            | |                        |
| 14 | 6            | "Before Goiânia"            | Natália Warth, Carol Durão | Renata Corrêa, Bia Crespo, Lucas Calmon, Marina Silva, Guilherme Freitas, Victor Rodrigues e Otavio Chamorro | 4 de outubro de 2024   |
| Raíssa e Cauã passam uma tarde de paixão e música na fazenda da família do produtor. Gláucia recebe um ultimato de Isaías.                                                         |              |                             |                            | |                        |
| 15 | 7            | "Mulher ideal"              | Natália Warth, Carol Durão | Renata Corrêa, Bia Crespo, Lucas Calmon, Marina Silva, Guilherme Freitas, Victor Rodrigues e Otavio Chamorro | 10 de outubro de 2024  |
| Raíssa e Cauã passam uma tarde de paixão e música na fazenda da família do produtor. Gláucia recebe um ultimato de Isaías.                                                         |              |                             |                            | |                        |
| 16 | 8            | "São João de Goiânia"       | Natália Warth, Carol Durão | Renata Corrêa, Bia Crespo, Lucas Calmon, Marina Silva, Guilherme Freitas, Victor Rodrigues e Otavio Chamorro | 10 de outubro de 2024  |
| Gláucia descobre os planos de Raíssa para um projeto solo. Helena decide largar tudo e faz um convite à Marlene. Luane revela sua verdadeira face.                                 |              |                             |                            | |                        |

### 3.ª temporada (2025)
| N.º geral | N.º na temp. | Título                                        | Dirigido por               | Escrito por | Exibição original   |
| --- | ------------ | --------------------------------------------- | -------------------------- | --- | ------------------- |
| 17 | 1            | "O destino é um só"                           | Natália Warth, Carol Durão | Renata Corrêa, Bia Crespo, Bruna Paixão, Claudia Sardinha, Lucas Calmon, Marina Luisa Silva, Guilherme Freitas, Otávio Chamorro e Victor Rodrigues | 10 de julho de 2025 |
| Uma perda repentina deixa Raíssa sem chão. No velório, a cantora tenta se reaproximar de Gláucia, que ainda não a perdoou pelo fim da dupla.                                       |              |                                               |                            | |                     |
| 18 | 2            | "Combo perfeito pra iludir"                   | Natália Warth, Carol Durão | Renata Corrêa, Bia Crespo, Bruna Paixão, Claudia Sardinha, Lucas Calmon, Marina Luisa Silva, Guilherme Freitas, Otávio Chamorro e Victor Rodrigues | 10 de julho de 2025 |
| Raíssa, Deivid e Thamy têm que se adaptar às novidades na gestão da Rensga Hits! Na concorrência, Gláucia lida com uma endividada Joia Records.                                    |              |                                               |                            | |                     |
| 19 | 3            | "Certeza eu superei"                          | Natália Warth, Carol Durão | Renata Corrêa, Bia Crespo, Bruna Paixão, Claudia Sardinha, Lucas Calmon, Marina Luisa Silva, Guilherme Freitas, Otávio Chamorro e Victor Rodrigues | 10 de julho de 2025 |
| Cansada de ver tanta fofoca sobre sua relação com Enzzo, Raíssa decide parar de ser boazinha e se promove em cima da polêmica.                                                     |              |                                               |                            | |                     |
| 20 | 4            | "Coração atravessado"                         | Natália Warth, Carol Durão | Renata Corrêa, Bia Crespo, Bruna Paixão, Claudia Sardinha, Lucas Calmon, Marina Luisa Silva, Guilherme Freitas, Otávio Chamorro e Victor Rodrigues | 10 de julho de 2025 |
| Deivid Cafajeste convida artistas da Rensga e da Joia para uma live especial. Aproveitando o evento, o cantor se une a Isaías para dar um basta na briga entre Raíssa e Gláucia.   |              |                                               |                            | |                     |
| 21 | 5            | "É hora de parar com a presepada"             | Natália Warth, Carol Durão | Renata Corrêa, Bia Crespo, Bruna Paixão, Claudia Sardinha, Lucas Calmon, Marina Luisa Silva, Guilherme Freitas, Otávio Chamorro e Victor Rodrigues | 10 de julho de 2025 |
| Cansada de ver Gláucia fazendo vista grossa a todas as maldades de Luane, Raíssa ameaça expor a cantora novata, mas acaba se queimando com os amigos.                              |              |                                               |                            | |                     |
| 22 | 6            | "E eu aqui nesta solidão"                     | Natália Warth, Carol Durão | Renata Corrêa, Bia Crespo, Bruna Paixão, Claudia Sardinha, Lucas Calmon, Marina Luisa Silva, Guilherme Freitas, Otávio Chamorro e Victor Rodrigues | 10 de julho de 2025 |
| Raíssa se isola no rancho de duas velhas conhecidas. Vendo a situação em que ela está, sua hospedeira convoca os amigos da cantora para uma intervenção.                           |              |                                               |                            | |                     |
| 23 | 7            | "Na saúde, na tristeza, na alegria e na cama" | Natália Warth, Carol Durão | Renata Corrêa, Bia Crespo, Bruna Paixão, Claudia Sardinha, Lucas Calmon, Marina Luisa Silva, Guilherme Freitas, Otávio Chamorro e Victor Rodrigues | 10 de julho de 2025 |
| Raíssa e Gláucia seguem lidando com problemas em suas carreiras. Pelo menos, Deivid e Kevin estão felizes! Já Luane e Enzzo seguem tramando contra todos.                          |              |                                               |                            | |                     |
| 24 | 8            | "Só quero ouvir você dizer que sim"           | Natália Warth, Carol Durão | Renata Corrêa, Bia Crespo, Bruna Paixão, Claudia Sardinha, Lucas Calmon, Marina Luisa Silva, Guilherme Freitas, Otávio Chamorro e Victor Rodrigues | 10 de julho de 2025 |
| A verdadeira história de Luane vem à tona. Raíssa consegue retomar um show que havia sido cancelado. Apesar de ser tudo que sonhou, ainda falta algo: ver sua irmã brilhar também. |              |                                               |                            | |                     |

## Produção
Em 11 de agosto de 2021, foi anunciado que Alice Wegmann, Lorena Comparato, Deborah Secco e Fabiana Karla protagonizariam uma série tendo como pano de fundo a indústria da música sertaneja no Brasil. Confirmado no elenco de Além da Ilusão, Maurício Destri deixou o elenco da novela para assumir o papel de Enzzo Gabriel, o Príncipe da Sofrência e par de Alice Wegmann. Ainda no ar em Nos Tempos do Imperador, Mouhamed Harfouch emendou os trabalhos da novela aos da série. Alejandro Claveaux também foi confirmado na produção como Deivid Cafajeste, um dos sertanejos mais conhecidos do meio por seus hits chicletes. Longe da TV desde Amor à Vida, Lúcia Veríssimo volta à TV Globo como Maria Abadia, a mãe da protagonista. Inspirados em Sandy & Junior, Jeniffer Dias e Sidney Santiago foram confirmados como uma dupla de irmãos sertanejos. Naiara Azevedo, Gabeu e Gali Galó, nomes conhecidos do universo sertanejo, fizeram participações especiais como eles mesmos. A série marca a estreia como atriz de Rafa Kalimann no papel da digital influencer Paloma. As gravações da primeira temporada se iniciaram em 1º de setembro de 2021, encerrando-se em 17 de novembro, em Goiânia.
Em 11 de agosto de 2022, antes do fim da temporada, a TV Globo anunciou a renovação da série para mais temporadas. Em novembro, foi revelado em uma publicação do site Notícias da TV que o diretor artístico, Leandro Neri, havia sido demitido do cargo logo após a estreia e não seguiria à frente das novas temporadas. Neri se envolveu em confusões e casos de assédio moral nos bastidores da série enquanto o projeto ainda estava sendo gravado, em 2021.  Em julho de 2023, Natália Warth foi anunciada como diretora da segunda temporada. Lucas Calmon e Marina Silva assumiram a sala de roteiro das novas temporadas, substituindo Nathalia Cruz e Otavio Chamorro. Letícia Fudissaku chegou a ser anunciada como assistente de roteiro, mas logo foi substituída por Yara Gúzman. Deborah Secco chegou a ser dúvida no elenco da segunda temporada após sua escalação como protagonista do remake Elas por Elas, mas logo depois foi anunciado que a atriz gravaria simultaneamente as duas produções. Procurada para integrar o elenco de Terra e Paixão e do reboot de Renascer, Alice Wegmann preferiu continuar à frente da produção e também protagonizar séries como Justiça 2 e Senna. Em agosto, Leonardo Bittencourt e Júlia Gomes integraram o elenco principal da segunda temporada. Em 21 de agosto, foi anunciado o início das gravações da segunda temporada da série, começando pelo Rio de Janeiro. A primeira imagem oficial da produção foi revelada dias após o início das gravações, destacando Raíssa e Gláucia. Laura Simões e Jean Pedro foram os nomes inéditos confirmados no elenco. Maria Maud foi oficializada no elenco da segunda fase, fazendo par com Laura Simões como as versões mais jovens de Helena Maravilha / Francinéia de Souza e Marlene Sampaio, respectivamente. Em 18 de setembro, foram iniciadas as primeiras frentes de gravações em Goiânia, contando com apenas parte do elenco; no entanto, no dia 30 do mesmo mês, voltaram a rodar no Rio de Janeiro. No dia 27 de outubro, Lauana Prado e Paula Mattos gravaram uma participação especial como elas mesmas. As gravações da segunda temporada se encerraram em 29 de outubro, no Rio de Janeiro. Durante a CCXP 2023, foi divulgada a primeira cena oficial da segunda temporada, destacando a relação de Raíssa e Gláucia após o Goianejo e a entrada de Luana, personagem de Júlia Gomes, na série. Em 11 de abril de 2024, as atrizes Lorena Comparato e Alice Wegmann gravaram cenas externas para a segunda temporada da série na Expo Londrina, se apresentando pelo Circuito Sertanejo. Em 16 de agosto, a estreia da temporada foi anunciada para setembro no streaming. Em 2 de setembro, foram liberados os primeiros singles da trama, Detox de Macho, interpretada por Alice Wegmann e Lorena Comparato, e também Tudo Em Casa (Versão Espanhol), cantada por Alejandro Claveaux. O álbum de músicas completo foi lançado em 24 de setembro nas principais plataformas de áudio, trazendo faixas com Fabiana Karla, Jean Pedro, Jeniffer Dias, Júlia Gomes, Maurício Destri e Deborah Secco.
Com as gravações da segunda temporada já em percurso, Rafael Infante foi anunciado na terceira temporada como um grande empresário do ramo musical. No dia 3 de novembro, o elenco se reuniu para a primeira leitura de textos da temporada. Fabiana Karla e Deborah Secco deixaram o elenco principal após o desfecho da segunda temporada. A primeira, devido aos seus compromissos com a Prime Video, e a segunda, em razão da frente de gravações do reboot Elas por Elas. Já Sidney Santiago e Ernani Moraes deixaram a trama devido a mudanças no enredo da temporada. Logo em seguida, Letícia Lima foi oficializada no elenco da terceira fase, marcando seu retorno à TV Globo após três anos do fim de sua participação em Amor de Mãe.  Em 21 de novembro, foram iniciadas as gravações da temporada. Com o decorrer das filmagens, a cantora Fanieh, destaque em Sintonia, e o ator Jean Paulo Campos, vindo de Vai na Fé, entraram para a trama como parte do elenco recorrente. O primeiro teaser da temporada foi divulgado no UpFront Globo 2024, destacando Raíssa, Luane, Gláucia, Thamy e Enzzo, personagens de Alice Wegmann, Júlia Gomes, Lorena Comparato, Jeniffer Dias e Maurício Destri, respectivamente. Os singles desta temporada foram escolhidos: Fogueteira, interpretada por Júlia Gomes, e Bagunça, na voz de Alice Wegmann. Ambas foram lançadas dois dias antes da estreia da temporada.

## Exibição
Para promover o lançamento da série, a TV Globo exibiu os dois primeiros episódios, no dia 3 de agosto de 2022 no Cinema Especial. A exibição rendeu recorde de audiência para a Globo, com 22 pontos no Rio de Janeiro e 21 em São Paulo, o que representou os maiores índices da faixa em mais de um ano (maio do ano anterior). Na plataforma de streaming, a série foi dividida em blocos semanais e a cada semana foram lançados dois episódios, com os últimos sendo disponibilizados em 18 de agosto de 2022. A primeira temporada foi exibida na TV aberta de 21 de agosto até 1 de setembro de 2023, de segunda a sexta-feira na primeira linha de shows.
Para a segunda temporada, lançada em 26 de setembro de 2024, a série foi dividida em blocos semanais. O primeiro bloco teve quatro episódios, seguido por dois blocos adicionais, cada um com dois episódios. Os episódios finais foram disponibilizados em 10 de outubro de 2024. Na TV aberta, a temporada foi exibida entre os dias 10 a 19 de dezembro de 2024, ocupando a primeira faixa da linha de shows, como especial de Fim de Ano. Os episódios foram exibidos numa edição diferente, com apenas 5 dos 8 originais. Antes de sua estreia, a TV Globo reexibiu a primeira temporada, mas em um formato de telefilme em 5 de dezembro.
A terceira temporada, lançada em 10 de julho de 2025, foi disponibilizada integralmente de uma só vez, ao contrário das anteriores, que tiveram episódios exibidos semanalmente. Na TV aberta, a estreia está prevista para 25 de agosto, ocupando a primeira faixa da linha de shows e substituindo o reality show Chef de Alto Nível.

## Recepção

### Audiência
Em sua estreia na TV aberta, a série registrou 20,7 pontos. A primeira semana fechou com uma média de 19 pontos. O último episódio da primeira temporada registrou 19,0 pontos. Teve média geral de 18,6 pontos.
A segunda temporada estreou com 11,4 pontos. O maior índice foi de 13,8 pontos em 12 de dezembro. O último episódio da segunda temporada registrou 13,7 pontos. Teve média geral de 12,4 pontos.

## Prêmios e indicações
| Ano  | Prêmio                   | Categoria                           | Indicação                        | Resultado | Ref.          |
| ---- | ------------------------ | ----------------------------------- | -------------------------------- | --------- | ------------- |
| 2022 | Prêmio Noticias de TV    | Melhor Atriz Antagonista            | Lorena Comparato                 | Indicada  | [ 59 ]        |
| 2022 | Prêmio Noticias de TV    | Melhor Atriz Jovem Adulta           | Alice Wegmann                    | Indicada  | [ 60 ]        |
| 2022 | Prêmio Potencias!        | Melhor Atriz                        | Jeniffer Dias                    | Indicada  | [ 61 ]        |
| 2022 | Melhores do Ano          | Atriz de Série                      | Alice Wegmann                    | Indicada  | [ 62 ]        |
| 2022 | Prêmio Contigo! Online   | Melhor série ou minissérie‬          | Carolina Alckmin & Denis Nielsen | Indicado  | [ 62 ]        |
| 2022 | Prêmio Contigo! Online   | Melhor atriz de série ou minissérie | Alice Wegmann                    | Indicado  | [ 63 ]        |
| 2022 | BreakTudo Awards         | Atriz Nacional                      | Alice Wegmann                    | Indicada  | [ 64 ]        |
| 2022 | Prêmio APCA de Televisão | Melhor Série de Drama               | Carolina Alckmin & Denis Nielsen | Indicado  | [ 65 ] [ 66 ] |
| 2024 | Pipoca Awards            | Série do Ano                        | Carolina Alckmin & Denis Nielsen | Indicada  | [ 67 ]        |
| 2025 | Prêmio Grande Otelo      | Melhor Atriz de Série de Ficção     | Alice Wegmann                    | Indicada  | [ 68 ]        |